# Zaklopatica
Zaklopatica – wieś w Chorwacji, w żupanii dubrownicko-neretwiańskiej, w gminie Lastovo. W 2011 roku liczyła 87 mieszkańców.